# ديبرا مارشال
ديبرا مارشال (بالإنجليزية: Debra Marshall)‏ هي متسابقة ملكة الجمال ومصارعة محترفة وممثلة أمريكية، ولدت في 2 مارس 1960 في الولايات المتحدة.

## وصلات خارجية
- ديبرا مارشال على موقع WrestlingData.com (الإنجليزية)
- ديبرا مارشال على موقع CageMatch worker (الإنجليزية)
- ديبرا مارشال على موقع قاعدة بيانات المصارعة على الإنترنت (الإنجليزية)
- ديبرا مارشال على موقع عالم المصارعة على الإنترنت (الإنجليزية)
- ديبرا مارشال على موقع IMDb (الإنجليزية)
- ديبرا مارشال على موقع قاعدة بيانات الفيلم (الإنجليزية)